# Higher Truth
Albums de Chris Cornell
Songbook
(2011) Chris Cornell
(2018)
Singles
1. Nearly Forgot My Broken Heart
Sortie : 10 août 2015

Higher Truth est le quatrième album studio de Chris Cornell, sorti en 2015.
Il se classe n°19 au Billboard 200 la semaine de sa sortie.

## Liste des titres
Tous les titres sont écrits et composés par Chris Cornell.
| 1.    | Nearly Forgot My Broken Heart | 3:54 |
| 2.    | Dead Wishes                   | 4:55 |
| 3.    | Worried Moon                  | 4:32 |
| 4.    | Before We Disappear           | 3:51 |
| 5.    | Through the Window            | 4:41 |
| 6.    | Josephine                     | 3:38 |
| 7.    | Murderer of Blue Skies        | 3:42 |
| 8.    | Higher Truth                  | 5:06 |
| 9.    | Let Your Eyes Wander          | 3:42 |
| 10.   | Only These Words              | 3:29 |
| 11.   | Circling                      | 3:28 |
| 12.   | Our Time in the Universe      | 4:19 |
| 49:17 |                               |      |

## Edition De Luxe
| 13.   | Bend in the Road                                       | 3:37 |
| 14.   | Wrong Side                                             | 5:13 |
| 15.   | Misery Chain (Ecrit pour le film Twelve Years a Slave) | 4:42 |
| 16.   | Our Time in the Universe (Remix)                       | 3:58 |
| 66:47 |                                                        |      |

## Musiciens
- Chris Cornell – voix, guitare, basse, mandoline, percussion
- Brendan O'Brien – guitare, basse, claviers, vielle à roue, batterie, percussion
- Patrick Warren – piano
- Matt Chamberlain – batterie
- Anne Marie Simpson – cordes